# گردله
گردله (به لهستانی:  Gredele) یک روستا در لهستان است که در گمینا اورلا واقع شده‌است.